# Nestoridae
Nestoridae, u nekim klasifikacijama naziv za porodicu ptica iz reda Papigašica koje žive na Novom Zelandu a sastoji se od nekoliko vrsta unutar dva roda: Nestor i †Nelepsittacus.
Porodica se ponekad smatra i potporodicom porodice Psittacidae unutar koje se naziva Nestorinae.
Rod Nestor prvi je opisao Lesson, 1830. Obuhvaća tri vrste, od kojih je jedna ugrožena, to su: 
- Nestor meridionalis (novozelandska kaka) (ugrožena)
- Nestor notabilis (Kea)
- Nestor productus (Norfolška kaka)†

Izumrli rod sastoji se od vrsta 
- Nestor daphneleeae
- Nestor donmertoni
- Nestor minimus

- Nestor notabilis
- Nestor notabilis
- Nestor notabilis
- Nestor meridionalis meridionalis
- Nestor meridionalis
- Nestor notabilis, Zoo Frankfurt
- Nestor productus
- Nestor productus
- Nestor productus